# ASCI Purple
ASCI Purple è un supercomputer installato al Lawrence Livermore National Laboratory a Livermore (California). Il sistema è sviluppato dall'IBM in collaborazione con i Lawrence Livermore Lab. Il sistema è stato installato nel giugno 2005 e insieme al contratto per il Blue Gene è costato 290 milioni di dollari statunitensi. Nel novembre 2005 il computer secondo TOP500 era il terzo più potente computer del pianeta.
Il sistema è composto da un insieme ridondante di server POWER5 in configurazione SMP collegati tramite anello. I server collegati sono 196 e racchiudono 12.544 processori POWER5 con un totale di 50 terabyte di memoria RAM e 2 petabyte di spazio su disco. Il sistema operativo utilizzato è l'AIX di IBM e i server nel loro complesso consumano 7.5 Megawatt di corrente elettrica. In teoria la macchina è in grado di generare 100 teraflops.
Il sistema è il quinto stadio dell'Advanced Simulation and Computing Program (ASC) avviato dall'United States Department of Energy e dal National Nuclear Security Administration per costruire dei simulatori in grado di rimpiazzare i test nucleari vietati dalla moratoria promulgata dal presidente degli Stati Uniti George H. W. Bush nel 1992 ed estesa da Bill Clinton nel 1993.